# Перетічки
Перетічки — село в Україні, у Роменському районі Сумської області. Населення становить 250 осіб. Входить до складу Недригайлівської селищної громади. До 2020 року орган місцевого самоврядування — Сакунихська сільська рада.

## Географія
Село Перетічки знаходиться у східній частині Роменського району, за 2,5 км від села Лахнівщина і за 4 км від села Сакуниха. По селу протікає пересихаючий струмок з загатою. Поруч проходить автомобільна дорога Т 1904. На даний час с.Перетічки межують з такими селами, як Лахнівщина, Діброва, Сакуниха, Баранове, Червона Слобода, Семенівка, Кімличка відносно на відстані від 2 до 5 км.

## Населення

### Мова
Розподіл населення за рідною мовою за даними перепису 2001 року:
| Мова       | Кількість | Відсоток |
| ---------- | --------- | -------- |
| українська | 143       | 98.62%   |
| російська  | 2         | 1.38%    |
| Усього     | 145       | 100%     |

## Історія
В межах території с.Перетічки понад 15 тис. років тому було заселено скіфами ранньої та пізньої бронзи. На даний час, на території земель с.Перетічки залишилося 5 курганів, у яких в ті часи хоронили скіфи свою знать та царів (вождів) того часу:
2 кургани з північної частини за 700 м від села в напрямку хутора Баранове;
2 кургани за 600 м від села в напрямку с.Червона Слобода;
1 курган за 500 м від села в напрямку с.Лахнівщина.
У XIV-XVIII ст. козаки с.Перетічки входили до Констянтинівської сотні Лубенського полку.
У 80-ті роки XIX ст. купець Калуга Павло Фандійович закупив землю с.Перетічки, і побудував два заводи - цегельний і спиртовий. Спирт гнали з картоплі.
В 1905 р. побудував початкову школу.
В цього поміщика була велика економія. Розводили породистих коней, корів, свиней. Господарство називалось "Новий господар".
З 1928 р. розпочалася примусова колективізація.
З 1937 р. головами колгоспу були вихідці нашого села Перетічки:Черниш Клим Гнатович, Токар Степан Михайлович, Васильченко Петро Дмитрович, Рябуха Оніфат Гнатович, Томка Віктор Романович. Але вони не були комуністами. Їх довго на цій посаді не тримали. Потім були посланці з Недригайлівського райкому партії, які нічого доброго не принесли в розвиток господарства. Окрім Будяка Івана Прокопович, при якому було побудовано нові ферми, загачено нові ставки в селах Діброва, Лахнівщина та Перетічки, та Жмурченка Михайла Сергійовича, при якому були побудовані ферми, побудовано будинки культури в с.Перетічки та с.Лахнівщина, відремонтовано школу, відкрито дитячий садок, побудовано по селу нові дороги з твердим покриттям, побудовано нові будинки для спеціалістів та мешканців села, биткомбінат, ФАП та інше. 
12 червня 2020 року, відповідно до розпорядження Кабінету Міністрів України № 723-р «Про визначення адміністративних центрів та затвердження територій територіальних громад Сумської області», село увійшло до складу Недригайлівської селищної громади. 
19 липня 2020 року, в результаті адміністративно-територіальної реформи та ліквідації Недригайлівського району, село увійшло до складу новоутвореного  Роменського району.

## Назва
За часів радянської окупації село носило назву Кірове.
В деяких джерелах було вказано, що селу повернули назву Перетічки ще в 1993 році, але на офіційних сайтах такої інформації не існувало. Натомість, офіційно селу повернуто історичну назву 16 березня 2016 року.
Назва села Перетічки походить від перетоку приток які впадають в селі в одну, а потім в річку Хорол. Притоки, по яких тече весною та після опадів вода:
1. з генеральського озера
2. з Герасимівського озера
3. з Чабарні

Вулиці с. Перетічки: Центральна, Дубинівка, Мукомелівка, П'ятихатка, Польова, Горянівка.
У 1905 році силами мешканців с. Перетічки при фінансовій підтримці пана Калуги Павла Фадеєвича була побудована школа, значно раніше, ніж у сусідніх селах. 
    